# Odontasteridae
De Odontasteridae zijn een familie van zeesterren uit de orde van de Valvatida.

## Geslachten
- Acodontaster Verrill, 1899
- Diabocilla McKnight, 2006
- Diplodontias Fisher, 1908
- Eurygonias Farquhar, 1913
- Hoplaster Perrier, in Milne-Edwards, 1882
- Odontaster Verrill, 1880

## Afbeeldingen

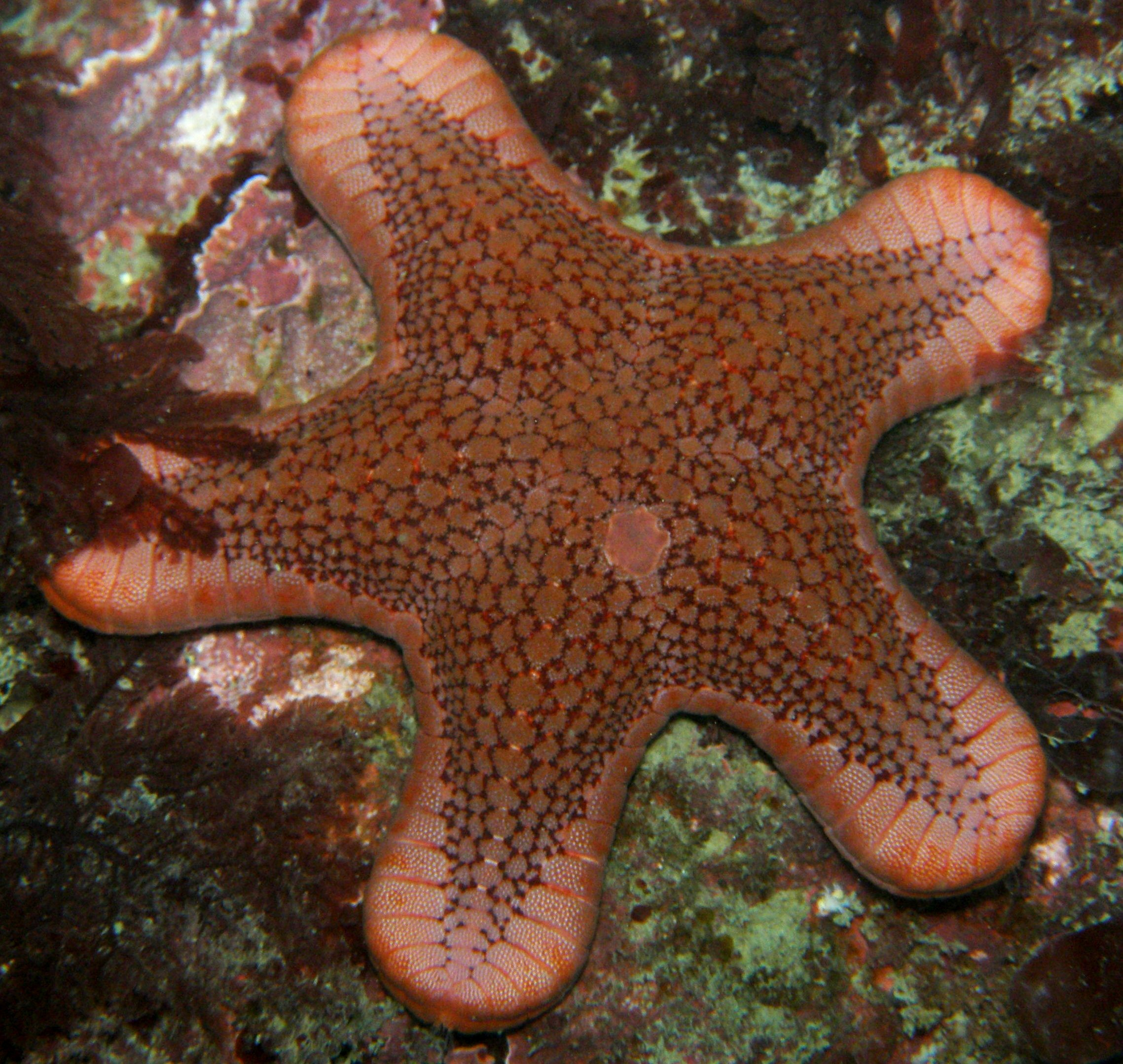
Diplodontias dilatatus
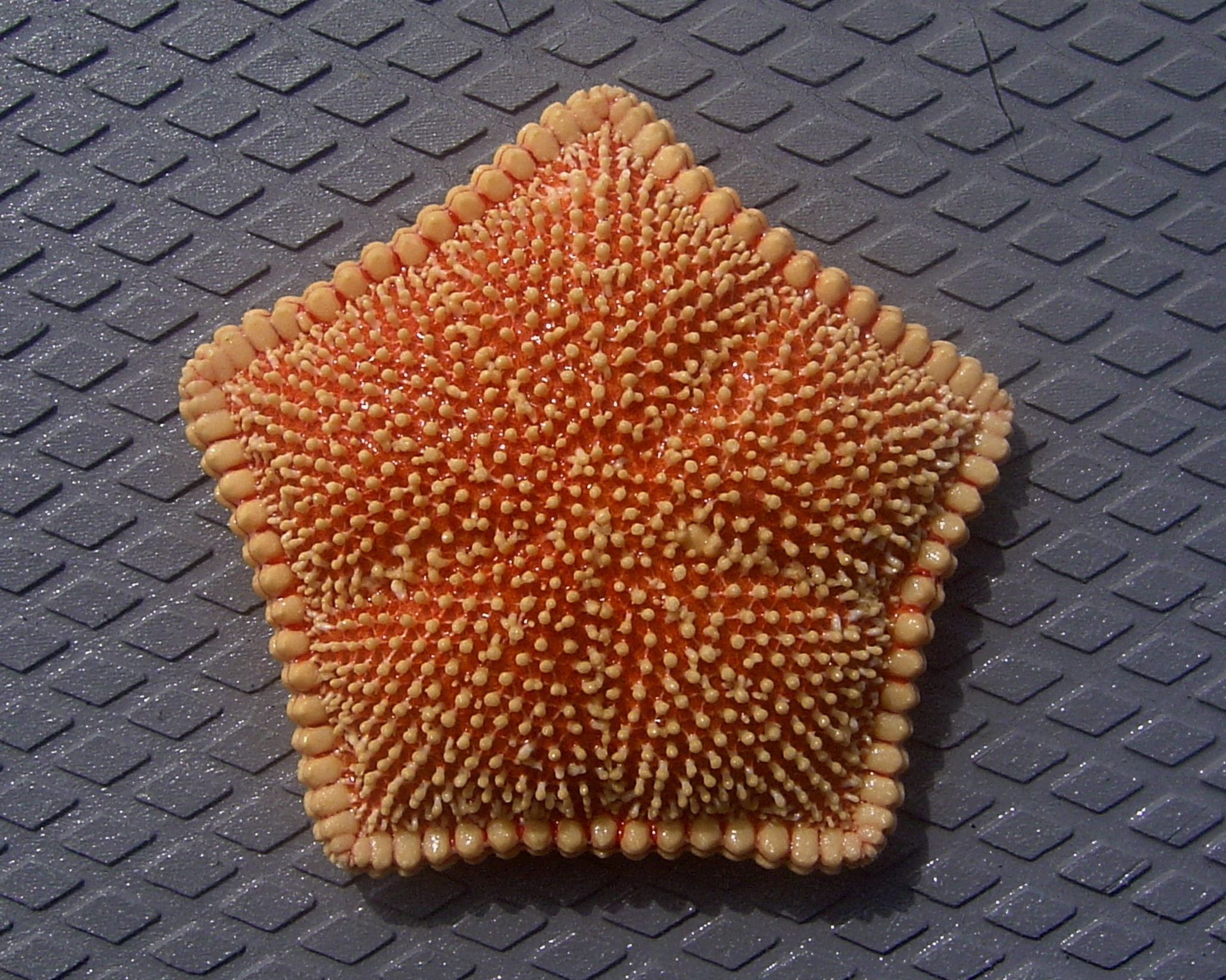
Eurygonias hylacanthus
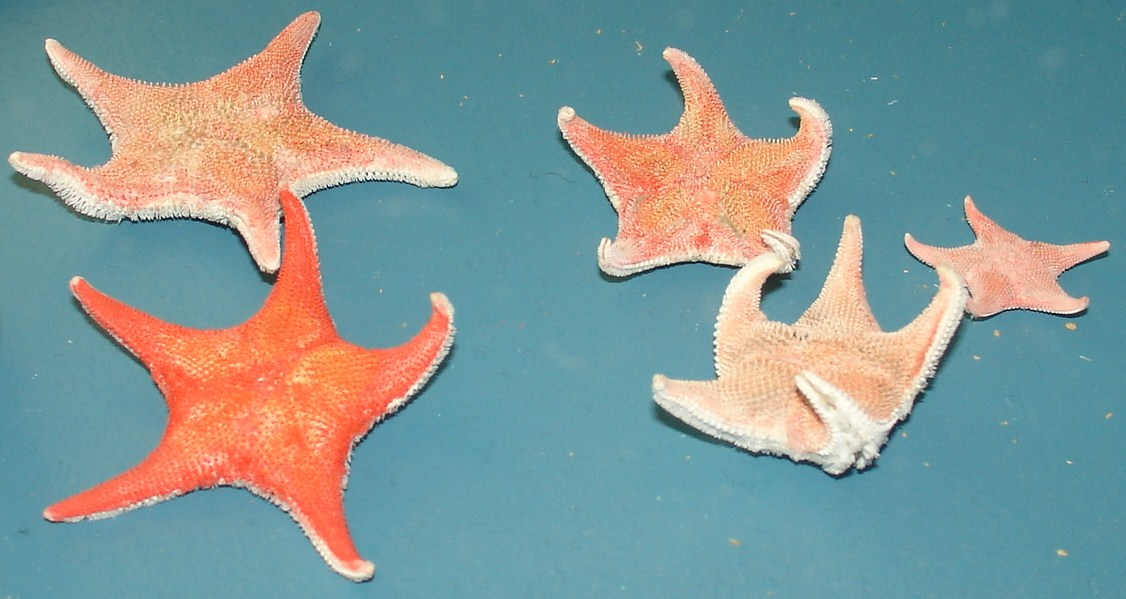
Odontaster validus